# Paco Cuenca
Cuenca  Rodríguez est un nom espagnol. Le premier nom de famille, en général paternel, est Cuenca ; le second, en général maternel, souvent omis, est Rodríguez.
Francisco Cuenca Rodríguez, dit Paco Cuenca, né le 12 août 1969 à Grenade, est un homme politique espagnol membre du Parti socialiste ouvrier espagnol (PSOE).
Il est maire de Grenade de 2016 à 2019, puis entre 2021 et 2023.

## Biographie

### Formation et vie professionnelle
Il est diplômé en éducation physique de l'université de Grenade et titulaire d'une maîtrise en haute direction des entités sociales.
Il travaille ensuite pour la Junte d'Andalousie, en tant que coordonnateur de la délégation de la Junte dans la province de Grenade, puis délégué du département des Travaux publics et des Transports, et enfin délégué du département de l'Innovation, de la Science et des Entreprises.

### Chef de file de l'opposition municipale
Il décide d'entrer en politique, comme suite de son engagement dans une association du quartier de La Chana, où il réside, et inspiré par son oncle et socialiste historique, Juan Cuenca. En 2010, il annonce sa volonté d'être candidat à la mairie de Grenade et reçoit le soutien unanime de la commission exécutive municipale du PSOE. Au cours des élections du 22 mai 2011, il obtient seulement 8 conseillers sur 27, alors que le conservateur José Torres Hurtado confirme sa majorité absolue.
Il devient alors le porte-parole du groupe socialiste. Aux élections du 24 mai 2015, il confirme son résultat du scrutin passé, avec de nouveau 8 élus sur 27. Le Parti populaire (PP) ayant perdu sa majorité absolue, il entreprend des discussions avec tous les partis, mais alors qu'il est sur le point de trouver un accord avec Ciudadanos, ces derniers décident d'appuyer la reconduction de Torres Hurtado.

### Maire de Grenade

#### Premier mandat
Après que Torres Hurtado a été mis en cause dans une affaire de corruption et remis sa démission le 25 avril 2016, il négocie et reçoit le soutien de Ciudadanos, la Gauche unie (IU) et Vamos Granada. À deux jours de la session extraordinaire du conseil municipal, le député aux Sports de la députation provinciale Mariano Lorente, inculpé pour irrégularités contractuelles, remet sa démission, cédant à une demande de Ciudadanos qui en avait fait une condition de son soutien au changement de maire dans la capitale provinciale.
Le 5 mai 2016, Paco Cuenca est investi maire de Grenade par 16 voix, contre 11 à la candidate du PP et conseillère au Tourisme Rocío Díaz. Il forme cependant un gouvernement minoritaire avec les sept autres conseillers de son groupe. Il annonce que ses priorités sont d'engager l'enfouissement de la ligne à grande vitesse lors de son arrivée en ville et le lancement d'un audit sur la gestion de son prédécesseur.
Alors qu'il est accusé par la justice d'avoir commis des irrégularités dans des contrats publics quand il était délégué provincial à l'Innovation, il est reprouvé le 27 octobre 2017 par 17 voix pour, huit contre et deux abstentions lors du vote d'une motion soumise par le porte-parole de Ciudadanos Luis Salvador, appuyée par le PP, un élu de Vamos, rejetée par le PSOE et sur laquelle IU et deux élus de Vamos s'abstiennent. Rocío Díaz, porte-parole du groupe du Parti populaire, appelle Ciudadanos à soutenir une motion de censure dans le but de lui permettre de remplacer Cuenca.
Le 2 décembre suivant, il bat Gustavo Fernández — militant sans responsabilité et syndicaliste de l'UGT — en obtenant plus de 70 % des voix des militants lors des élections internes et devient secrétaire général de la section socialiste municipale de Grenade, en remplacement de José María Rueda.